# NGC 4856
NGC 4856 (również PGC 44582 lub UGCA 313) – galaktyka spiralna z poprzeczką (SB0-a), znajdująca się w gwiazdozbiorze Panny. Odkrył ją William Herschel 8 lutego 1785 roku.